# Buttigliera d'Asti
Buttigliera d'Asti (Butijera o Butijera d'Ast en piemontès) és un municipi situat al territori de la província d'Asti, a la regió del Piemont (Itàlia).
Limita amb els municipis de Capriglio, Castelnuovo Don Bosco, Montafia, Moriondo Torinese, Riva presso Chieri i Villanova d'Asti.
Pertanyen al municipi les frazioni de Crivelle i Serra.

## Galeria fotogràfica

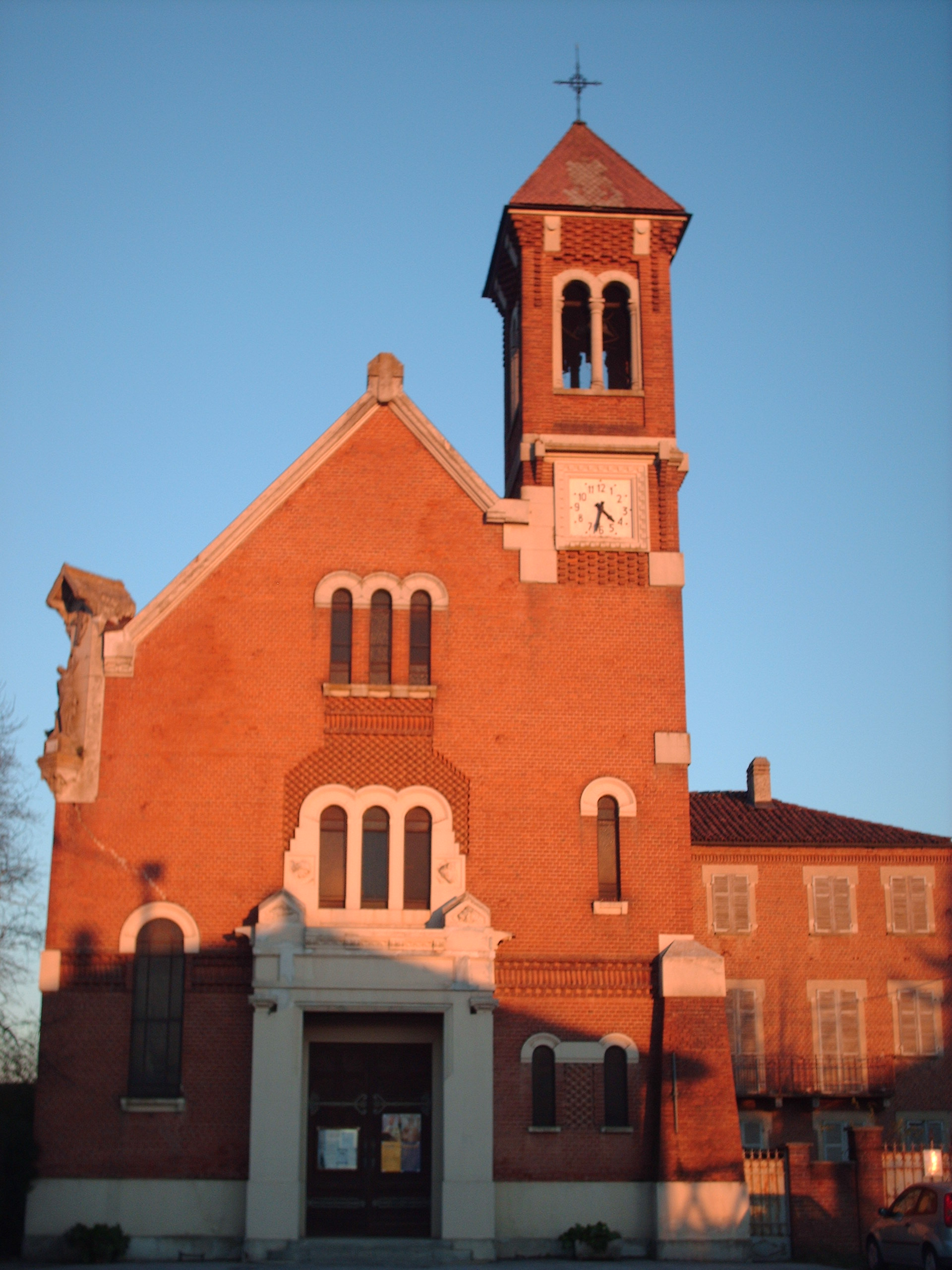
Església de Crivelle
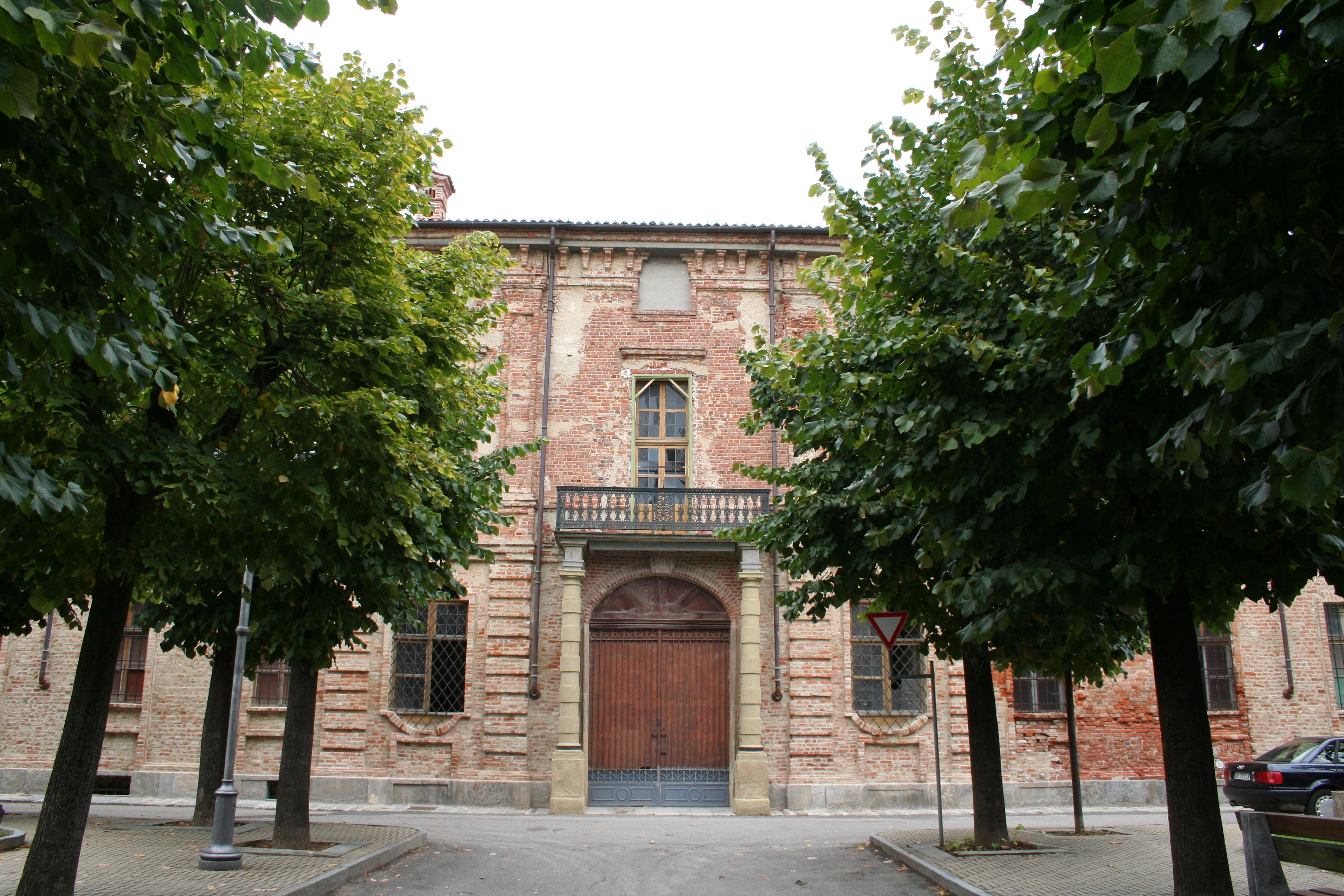
Palau Freilino